# Superliga Suíça de 2023–24
A Superliga Suíça de 2023–24 (conhecida como Credit Suisse Super League por motivos de pratocinio) foi a 127ª edição do Campeonato Suíço de Futebol e também a 21ª edição com o nome atual (Super League), O atual campeão foi o Young Boys.
Pelo segundo ano consecutivo, o Young Boys se sagrou campeão após vencer o Servette fora de casa por 1–0, conquistando seu bicampeonato seguido. Esse é o décimo sétimo título do clube em sua história.

## Visão Geral

### Formato
Desde a mudança de nome e reestruturação da Liga Nacional A para Superliga, começando na temporada 2003-04, a liga tem funcionado sob o mesmo formato e com o mesmo número de times. Esta temporada foi, portanto, a primeira temporada da Superliga sob um novo formato. Também volta a ter doze times no mais alto nível do futebol suíço.
A temporada é dividida em duas fases: 
- Na primeira fase, todas as doze equipas enfrentam-se três vezes cada, num total de 33 partidas.
- Depois disso, a liga é dividida em dois grupos de seis cada, um grupo de campeonato e um grupo de rebaixamento. 
  - Cada equipe jogará contra todas as outras equipes de seu grupo uma vez (cinco partidas cada), em um total de 38 rodadas.
  - O grupo do campeão disputará o título de Campeão Suíço de Futebol e a qualificação para os campeonatos europeus.
  - O grupo de rebaixamento jogará contra o rebaixamento (último colocado) e a classificação para o play-off de rebaixamento (penúltimo colocado).
- Os pontos conquistados na primeira fase são transferidos para a segunda fase.

### Agenda
A Liga Suíça de Futebol (SFL) divulgou um cronograma detalhado em 7 de dezembro de 2022. A temporada começará em 22 de julho de 2023 e terminará em 25 de maio de 2024. Como antes, a liga entrará em férias de inverno após a 18ª rodada, em 17 de dezembro de 2023, e será retomada em 20 de janeiro de 2024. A primeira fase terminará com a 33ª rodada, em 21 de abril. 2024 e a segunda fase terá início duas semanas depois, em 4 de maio de 2024. A última rodada do grupo de rebaixamento acontecerá em 21 de maio de 2024, enquanto o grupo campeonato realizará suas últimas partidas em 25 de maio de 2024. As duas mãos do os play-offs de rebaixamento estão agendados para 26 e 31 de maio de 2024, respectivamente. 
Os jogos das primeiras 22 rodadas foram sorteados e publicados em 21 de junho de 2023, juntamente com os horários dos jogos das primeiras onze rodadas. Os horários dos jogos das rodadas 12–22 foram publicados em 8 de setembro de 2023.

## Participantes

### Promovidos e rebaixados
| Pos. | Rebaixados da Superliga Suíça de 2022–23 |
| ---- | ---------------------------------------- |
| 10º  | Sion                                     |

| Pos. | Promovidos da Challenge League de 2022–23 |
| ---- | ----------------------------------------- |
| 1º   | Yverdon                                   |
| 2º   | Lausanne                                  |
| 3º   | Lausanne-Ouchy                            |

### Estádios e localizações
| Clube          | Cidade            | Estádio                        | Capacidade | Títulos                | Ref.   |
| -------------- | ----------------- | ------------------------------ | ---------- | ---------------------- | ------ |
| Basel          | Basileia          | St. Jakob-Park                 | 38.512     | 20 (último em 2016–17) | [ 8 ]  |
| Young Boys     | Berna             | Stade de Suisse                | 32.000     | 16 (atual-campeão)     | [ 9 ]  |
| Grasshopper    | Zurique           | Estádio Letzigrund             | 26.500     | 27 (último em 2002–03) | [ 10 ] |
| Lausanne       | Lausana           | Stade Olympique                | 15.850     | 7 (último em 1965)     | [ 11 ] |
| Lausanne Ouchy | Lausana           | Stade Olympique de la Pontaise | 15.700     | 0 (nenhum)             | [ 12 ] |
| Lugano         | Lugano            | Stadio Cornaredo               | 10.500     | 3 (último em 1949)     | [ 13 ] |
| Luzern         | Lucerna           | Swissporarena                  | 13.000     | 1 (último em 1989)     | [ 14 ] |
| Servette       | Genebra           | Estádio de Genebra             | 30.084     | 17 (último em 1998–99) | [ 15 ] |
| St. Gallen     | São Galo          | Kybunpark                      | 19.694     | 2 (último em 1999–00)  | [ 16 ] |
| FC Winterthur  | Winterthur        | Stadion Schützenwiese          | 8.550      | 3 (último em 1916–17)  | [ 17 ] |
| Yverdon        | Yverdon-les-Bains | Stade Municipal                | 6.000      | 0 (nenhum)             | [ 18 ] |
| Zürich         | Zurique           | Estádio Letzigrund             | 26.500     | 13 (último em 2021–22) | [ 19 ] |

## Classificação

### Temporada regular
| Pos | Equipe         | Pts | J  | V  | E  | D  | GP | GC | SG  | Classificado          |
| --- | -------------- | --- | -- | -- | -- | -- | -- | -- | --- | --------------------- |
| 1   | Young Boys     | 65  | 33 | 19 | 8  | 6  | 67 | 32 | +35 | Grupo do Campeonato   |
| 2   | Lugano         | 59  | 33 | 18 | 5  | 10 | 61 | 44 | +17 | Grupo do Campeonato   |
| 3   | Servette       | 57  | 33 | 16 | 9  | 8  | 53 | 38 | +15 | Grupo do Campeonato   |
| 4   | St. Gallen     | 50  | 33 | 14 | 8  | 11 | 53 | 44 | +9  | Grupo do Campeonato   |
| 5   | Winterthur     | 49  | 33 | 13 | 10 | 10 | 55 | 56 | −1  | Grupo do Campeonato   |
| 6   | Zürich         | 48  | 33 | 12 | 12 | 9  | 44 | 35 | +9  | Grupo do Campeonato   |
| 7   | Luzern         | 44  | 33 | 12 | 8  | 13 | 41 | 46 | −5  | Grupo do Rebaixamento |
| 8   | Lausanne       | 40  | 33 | 10 | 10 | 13 | 43 | 47 | −4  | Grupo do Rebaixamento |
| 9   | Basel          | 40  | 33 | 11 | 7  | 15 | 41 | 51 | −10 | Grupo do Rebaixamento |
| 10  | Yverdon        | 40  | 33 | 11 | 7  | 15 | 43 | 64 | −21 | Grupo do Rebaixamento |
| 11  | Grasshopper    | 30  | 33 | 8  | 6  | 19 | 35 | 45 | −10 | Grupo do Rebaixamento |
| 12  | Lausanne-Ouchy | 23  | 33 | 5  | 8  | 20 | 33 | 66 | −33 | Grupo do Rebaixamento |

1. ↑  As equipes se enfrentam três vezes (33 partidas), antes de a liga ser dividida em dois grupos (os seis primeiros e os seis últimos).

### Confrontos
| Mandante \ Visitante | BAS | GCZ | LAU | SLO | LUG | LUZ | SER | STG | WIN | YB  | YVE | ZÜR |
| -------------------- | --- | --- | --- | --- | --- | --- | --- | --- | --- | --- | --- | --- |
| Basel                | —   | 0–1 | 1–2 | 0–3 | 0–1 | 1–1 | 0–1 | 2–0 | 5–2 | 1–0 | 2–1 | 2–2 |
| Grasshopper          | 3–1 | —   | 5–0 | 5–2 | 2–1 | 0–1 | 1–3 | 1–1 | 0–1 | 0–1 | 1–1 | 2–1 |
| Lausanne             | 3–0 | 1–1 | —   | 1–0 | 3–1 | 3–1 | 1–1 | 0–1 | 2–5 | 0–1 | 1–2 | 0–0 |
| Lausanne-Ouchy       | 1–1 | 2–1 | 2–2 | —   | 0–3 | 0–3 | 1–1 | 2–5 | 1–3 | 1–3 | 1–1 | 0–3 |
| Lugano               | 1–3 | 0–0 | 2–1 | 2–3 | —   | 1–0 | 0–1 | 1–0 | 2–1 | 1–1 | 6–1 | 0–3 |
| Luzern               | 0–1 | 2–0 | 2–1 | 2–1 | 3–2 | —   | 2–0 | 1–0 | 3–1 | 1–1 | 2–1 | 1–4 |
| Servette             | 4–1 | 2–0 | 2–1 | 3–1 | 2–2 | 4–2 | —   | 1–1 | 2–2 | 0–1 | 1–0 | 2–2 |
| St. Gallen           | 2–1 | 3–1 | 2–1 | 4–0 | 1–4 | 2–1 | 0–2 | —   | 4–2 | 2–1 | 4–0 | 1–0 |
| Winterthur           | 1–3 | 3–1 | 1–0 | 2–1 | 2–3 | 0–0 | 3–3 | 2–1 | —   | 1–4 | 1–1 | 2–1 |
| Young Boys           | 3–0 | 1–0 | 2–1 | 1–0 | 4–1 | 6–1 | 1–1 | 3–0 | 5–2 | —   | 5–1 | 0–0 |
| Yverdon              | 3–2 | 0–3 | 2–2 | 2–1 | 0–5 | 2–1 | 4–1 | 1–0 | 1–1 | 2–2 | —   | 3–0 |
| Zürich               | 0–0 | 2–1 | 2–2 | 1–1 | 3–0 | 1–1 | 0–2 | 1–1 | 3–2 | 3–1 | 2–0 | —   |

| Mandante \ Visitante | BAS | GCZ | LAU | SLO | LUG | LUZ | SER | STG | WIN | YB  | YVE | ZÜR |
| -------------------- | --- | --- | --- | --- | --- | --- | --- | --- | --- | --- | --- | --- |
| Basel                | —   |     | 1–2 |     |     |     | 2–1 | 1–0 | 1–1 |     |     | 2–2 |
| Grasshopper          | 2–1 | —   | 0–1 |     | 0–1 | 0–1 |     | 1–1 |     |     |     |     |
| Lausanne             |     |     | —   |     |     |     |     | 3–3 | 1–1 | 2–0 | 3–1 | 1–0 |
| Lausanne-Ouchy       | 0–2 | 1–1 |     | —   | 1–3 | 2–1 |     |     | 0–1 |     |     |     |
| Lugano               | 2–0 |     | 2–0 |     | —   |     |     |     |     | 3–3 | 2–0 | 2–0 |
| Luzern               | 1–1 |     | 0–0 |     | 0–1 | —   | 2–2 |     |     |     | 1–0 | 0–1 |
| Servette             |     |     | 3–1 | 1–2 | 2–1 |     | —   | 2–0 |     |     | 5–1 | 0–1 |
| St. Gallen           |     | 1–0 |     | 1–0 | 2–3 | 1–1 |     | —   | 2–2 | 2–2 |     |     |
| Winterthur           |     | 3–2 |     |     | 2–2 | 2–1 | 1–0 |     | —   | 1–2 | 2–1 |     |
| Young Boys           | 5–1 | 3–0 |     | 1–0 |     | 4–2 | 0–1 |     |     | —   |     |     |
| Yverdon              | 0–2 | 3–2 |     | 3–0 |     |     | 2–1 |     |     | 0–0 | —   | 2–0 |
| Zürich               |     | 1–0 |     | 2–2 |     |     |     | 0–1 | 0–0 | 1–0 |     | —   |

## Grupo do Campeonato
| Pos | Equipe         | Pts | J  | V  | E  | D  | GP | GC | SG  | Classificado                                                 |  | YB  | LUG | SER | ZUR | STG | WIN |
| --- | -------------- | --- | -- | -- | -- | -- | -- | -- | --- | ------------------------------------------------------------ |  | --- | --- | --- | --- | --- | --- |
| 1   | Young Boys (C) | 77  | 38 | 23 | 8  | 7  | 76 | 34 | +42 | Play-off da Liga dos Campeões da UEFA de 2024–25             |  | —   | 0–1 | –   | –   | 3–1 | 3–0 |
| 2   | Lugano         | 65  | 38 | 20 | 5  | 13 | 67 | 51 | +16 | 2ª. Pré-eliminatória da Liga dos Campeões da UEFA de 2024–25 |  | –   | —   | 0–2 | –   | 0–1 | 4–2 |
| 3   | Servette       | 64  | 38 | 18 | 10 | 10 | 59 | 43 | +16 | 3ª. Pré-eliminatória da Liga Europa da UEFA de 2024–25       |  | 0–1 | –   | —   | –   | –   | 2–1 |
| 4   | Zürich         | 60  | 38 | 16 | 12 | 10 | 53 | 41 | +12 | 2ª. Pré-eliminatória da Liga Conferência da UEFA de 2024–25  |  | 0–2 | 2–1 | 2–1 | —   | –   | –   |
| 5   | St. Gallen     | 57  | 38 | 16 | 9  | 13 | 60 | 52 | +8  | 2ª. Pré-eliminatória da Liga Conferência da UEFA de 2024–25  |  | –   | –   | 1–1 | 1–2 | —   | –   |
| 6   | Winterthur     | 49  | 38 | 13 | 10 | 15 | 60 | 71 | −11 |                                                              |  | –   | –   | –   | 1–3 | 1–3 | —   |

1. ↑  O Servette conquistou a Copa da Suíça de 2023–24 e garantiu vaga para a Terceira pré-eliminatória da Liga Europa. A segunda vaga na segunda fase de qualificação da Liga Conferência foi passada para o quinto colocado.

## Grupo do Rebaixamento
| Pos | Equipe         | Pts | J  | V  | E  | D  | GP | GC | SG  | Rebaixado                                     |     | LUZ | BAS | YVE | LAU | GCZ | SLO |
| --- | -------------- | --- | -- | -- | -- | -- | -- | -- | --- | --------------------------------------------- | --- | --- | --- | --- | --- | --- | --- |
| 1   | Luzern         | 49  | 38 | 13 | 10 | 15 | 47 | 53 | −6  |                                               |     | —   | –   | –   | –   | 1–1 | 1–2 |
| 2   | Basel          | 49  | 38 | 13 | 10 | 15 | 45 | 52 | −7  |                                               | 1–1 | —   | 0–0 | –   | –   | 2–0 |     |
| 3   | Yverdon        | 47  | 38 | 13 | 8  | 17 | 50 | 71 | −21 |                                               | 3–1 | –   | —   | 3–2 | –   | –   |     |
| 4   | Lausanne       | 45  | 38 | 11 | 12 | 15 | 48 | 53 | −5  |                                               | 0–2 | 1–1 | –   | —   | 0–0 | –   |     |
| 5   | Grasshopper    | 38  | 38 | 10 | 8  | 20 | 41 | 49 | −8  | Play-off de Rebaixamento                      |     | –   | 0–1 | 2–0 | –   | —   | 3–2 |
| 6   | Lausanne-Ouchy | 29  | 38 | 7  | 8  | 23 | 40 | 77 | −37 | Rebaixado à Swiss Challenge League de 2024–25 |     | –   | –   | 3–1 | 0–4 | –   | —   |

## Play-off de Rebaixamento
O Play-off de Rebaixamento foi disputado em um jogo de duas partidas ida e volta entre o décimo primeiro colocado da Super League (5º do grupo de rebaixamento) e o segundo colocado da Challenge League. As duas partidas do play-off de despromoção foram marcadas para 26 e 31 de maio de 2024, respetivamente.

### Jogo de ida
| 26 de maio de 2024 | Grasshopper         | 1 – 1     | Thun       | Estádio Letzigrund, Zurique                |
| 16:30 (UTC+2)      | Morandi 90+7' (pen) | Relatório | Gutbub 53' | Público: 9 045 Árbitro: SWI Sandro Scharer |

### Jogo de volta
| 31 de maio de 2024 | Thun           | 1 – 2     | Grasshopper                 | Stockhorn Arena, Tune                     |
| 20:30 (UTC+2)      | Koné 43' (pen) | Relatório | Morandi 3' · Abubakar 90+1' | Público: 10 014 Árbitro: SWI Urs Schnyder |

## Estatísticas
Atualizado em 27 de maio de 2024.

### Artilheiros
| Pos. | Jogador            | Equipe     | Gols |
| ---- | ------------------ | ---------- | ---- |
| 1    | Chadrac Akolo      | St. Gallen | 14   |
| 1    | Kevin Omoruyi      | Yverdon    | 14   |
| 1    | Žan Celar          | Lugano     | 14   |
| 4    | Antonio Marchesano | Zürich     | 12   |
| 4    | Joel Monteiro      | Young Boys | 12   |
| 4    | Mamadou Kaly Sene  | Lausanne   | 12   |
| 7    | Jonathan Okita     | Zürich     | 11   |
| 8    | Cédric Itten       | Young Boys | 10   |
| 8    | Chris Bedia        | Servette   | 10   |